# هارولد بارتليت
هارولد بارتليت (بالإنجليزية: Harold Bartlett)‏ هو لاعب رماية أمريكي، ولد في 26 يوليو 1887 في أولد لايم في الولايات المتحدة، وتوفي في 14 سبتمبر 1955 في Oak Knoll ‏ في الولايات المتحدة.

## وصلات خارجية
- هارولد بارتليت على موقع أوليمبيديا (الإنجليزية)